# كافان كوتر
كافان كوتر (بالإنجليزية: Kavan Cotter)‏ هو لاعب كرة قدم بريطاني في مركز الوسط، ولد في 3 مايو 1999 في London Borough of Brent ‏ في المملكة المتحدة. لعب مع نادي لوتون تاون.

## وصلات خارجية
- كافان كوتر على موقع قاعدة بيانات كرة القدم.إي يو (الإنجليزية)
- كافان كوتر على موقع Soccerbase.com (لاعب) (الإنجليزية)
- كافان كوتر على موقع Soccerway.com (الإنجليزية)